# Ravenia spectabilis
Ravenia spectabilis är en vinruteväxtart. Ravenia spectabilis ingår i släktet Ravenia och familjen vinruteväxter.

## Underarter
Arten delas in i följande underarter:
- R. s. leonis
- R. s. spectabilis